# Castelvecchio di Rocca Barbena
Castelvecchio di Rocca Barbena es una localidad y comune italiana de la provincia de Savona, región de Liguria, con 188 habitantes.

## Evolución demográfica
| Gráfica de evolución demográfica de Castelvecchio di Rocca Barbena entre 1861 y 2001 |
|                                                                                      |
| Fuente ISTAT - elaboración gráfica de Wikipedia                                      |